# Liste des quartiers de Buenos Aires

La ville de Buenos Aires est divisée en quartiers appelés barrios en espagnol, au nombre de 48 depuis le dernier remaniement datant du mois août 2005 et dont voici la liste et un plan: 

Les 48 quartiers de Buenos Aires.

1. Agronomía
2. Almagro
3. Balvanera
4. Barracas
5. Belgrano
6. Boedo
7. Caballito
8. Chacarita
9. Coghlan
10. Colegiales
11. Constitución
12. Flores
13. Floresta
14. La Boca
15. La Paternal
16. Liniers
17. Mataderos
18. Monte Castro
19. Monserrat (ou Montserrat)
20. Nueva Pompeya
21. Núñez
22. Palermo
23. Parque Avellaneda
24. Parque Chacabuco
25. Parque Chas (séparé d'Agronomia depuis août 2005)
26. Parque Patricios
27. Puerto Madero
28. Recoleta
29. Retiro
30. Saavedra
31. San Cristóbal
32. San Nicolás
33. San Telmo
34. Vélez Sarsfield
35. Versalles
36. Villa Crespo
37. Villa del Parque
38. Villa Devoto
39. Villa Lugano
40. Villa Luro
41. Villa Mitre
42. Villa Ortúzar
43. Villa Pueyrredón
44. Villa Real
45. Villa Riachuelo
46. Villa Santa Rita
47. Villa Soldati
48. Villa Urquiza

## Liste desComunas
Les quartiers sont regroupés au sein d'une Comuna, pluriel Comunas. Ces Comunas sont numérotées, au même titre que le sont les arrondissements de Paris. En voici la liste par ordre numérique, ainsi que les quartiers sur lesquels elles s'étendent respectivement :

Les Communes ou Comunas avec leurs subdivisions.

1. Puerto Madero, San Nicolás, Retiro, Monserrat, San Telmo, et Constitución
2. Recoleta
3. Balvanera et San Cristóbal
4. La Boca, Barracas, Parque Patricios, et Nueva Pompeya
5. Almagro et Boedo
6. Caballito
7. Flores et Parque Chacabuco
8. Villa Soldati, Villa Lugano, et Villa Riachuelo
9. Parque Avellaneda, Mataderos, et Liniers
10. Villa Luro, Vélez Sársfield, Floresta, Monte Castro, Villa Real, et Versalles
11. Villa Devoto, Villa del Parque, Villa Santa Rita, et Villa General Mitre
12. Villa Pueyrredón, Villa Urquiza, Coghlan, et Saavedra
13. Nuñez, Belgrano, et Colegiales
14. Palermo
15. Villa Ortúzar, Chacarita, Villa Crespo, La Paternal, et Agronomía